# Onryō

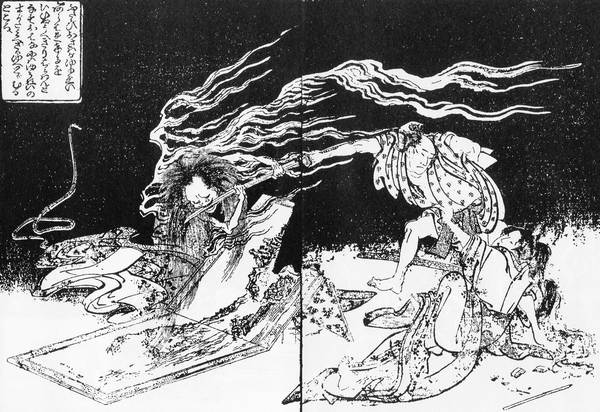
Onryō extrait du.

Dans les croyances traditionnelles et la littérature japonaise, l'onryō (怨霊, littéralement « esprit vengeur », parfois rendu par « esprit courroucé ») désigne un fantôme (yūrei) censé être capable de causer des dommages dans le monde des vivants, de nuire ou de tuer les ennemis ou même de causer des catastrophes naturelles en exerçant une vengeance pour réparer les torts reçus de son vivant, puis de s'emparer des esprits des corps morts des ennemis.
Le terme recouvre quelque peu celui de goryō (御霊), si ce n'est que dans le culte des goryō il n'est pas nécessaire que l'agent qui agit soit un esprit courroucé.

## Origine desonryō
Bien que l'origine des onryō ne soit pas claire, leur existence, qui remonte au VIIIe siècle, est inspirée de l'idée que les âmes puissantes et enragées des morts peuvent influencer ou blesser les vivants. Le plus ancien culte des onryō se développe autour du prince Nagaya qui meurt en 729 et le premier document de possession par un esprit onryō affectant la santé se trouve dans la chronique Shoku Nihongi (797) qui indique que « l'âme de Fujiwara Hirotsugu (藤原広嗣) a blessé Genbō à mort » (Hirotsugu étant mort lors d'une insurrection manquée appelée la « rébellion de Fujiwara no Hirotsugu » après avoir échoué à éliminer du pouvoir son rival, le prêtre Genbō),.

## Vengeance desonryō
Traditionnellement au Japon, les onryō animés de l'esprit de vengeance sont supposés capables de causer la mort non seulement de leur ennemi, comme dans le cas de l'esprit de vengeance de Hirotsugu tenu responsable de la mort du prêtre Genbō, mais aussi de causer des catastrophes naturelles telles que séismes, incendies, tempêtes, sécheresse, famine et pestilence comme dans le cas de l'esprit du prince Sawara aigri vis-à-vis de son frère, l'empereur Kammu.
Dans le langage courant, la vengeance mise en œuvre par des forces ou des êtres surnaturels est appelée tatari (祟り).
L'empereur Kammu avait accusé son frère Sawara d'avoir comploté (éventuellement à tort afin d'écarter un rival au trône), et celui-ci, exilé, était mort des conséquences d'un jeûne. La raison pour laquelle l'empereur transféra la capitale de Nagaoka-kyō à Kyoto était une tentative pour éviter la colère de l'esprit de son frère selon un certain nombre de chercheurs. Cela n'ayant pas entièrement réussi, l'empereur essaya de lever la malédiction en apaisant le fantôme de son frère, en accomplissant les rites bouddhistes pour marquer son respect et en octroyant au prince Sawara le titre posthume d'empereur.
Un exemple bien connu d'apaisement de l'esprit onryō est le cas de Sugawara no Michizane, politiquement déshonoré et mort en exil. Son esprit vengeur est alors soupçonné de causer la mort de ses calomniateurs en succession rapide ainsi que de catastrophes (en particulier des dégâts occasionnés par la foudre), aussi la cour tente-t-elle d'apaiser l'esprit courroucé par la restauration des anciens rang et poste de Michizane. Michizane est déifié dans le culte du kami Tenjin et des sanctuaires Tenman-gū sont érigés en son honneur.

### Exemples de vengeance d'onryō
Oiwa, du conte Yotsuya Kaidan, est peut-être l'onryō le plus connu. Dans cette histoire, le mari reste indemne ; cependant, il est la cible de la vengeance de l'onryō. La vengeance exercée par Oiwa n'est pas un châtiment physique mais plutôt un tourment psychologique.
Parmi d'autres exemples fameux, citons :
- Comment la femme d'un homme devint un esprit vengeur et comment sa malignité a été détournée par un maître en divination. Dans ce conte du recueil Konjaku Monogatarishū, une femme abandonnée est retrouvée morte avec tous ses cheveux et les os encore attachés. Le mari, craignant des représailles de son esprit, demande à un devin (陰陽師, onmyōji?) de l'aider. Le mari doit saisir ses cheveux et chevaucher son cadavre. Elle se plaint de la lourde charge et quitte la maison pour « aller chercher » (sans doute le mari) mais après un jour, elle abandonne et revient, après quoi le devin est en mesure de terminer son exorcisme par une incantation[6],[7].
- Sur une promesse rompue. Dans ce conte de la province d'Izumo rapporté par Lafcadio Hearn, un samouraï promet à sa femme mourante de ne jamais se remarier. Il rompt bientôt la promesse et le fantôme vient d'abord l'avertir puis assassine la jeune mariée en lui arrachant la tête. Les gardiens qui avaient été endormis pourchassent l'apparition avec des épées et tout en récitant une prière bouddhiste la détruisent[8].

## Apparence physique
Traditionnellement, les onryō et autres yūrei (fantômes) ne possèdent pas d’apparence particulière. Cependant, avec l'accroissement de la popularité du théâtre kabuki au cours de l'époque d'Edo, un costume spécifique est créé.
De nature extrêmement visuelle et avec un seul acteur endossant souvent différents rôles au sein d'une pièce, le kabuki développe un système de sténographie visuelle qui indique instantanément quel personnage est sur scène comme il met l'accent sur les émotions et les expressions de l'acteur.
Un costume de fantôme est composé de trois éléments principaux :
- kimono blanc d'enterrement, 白装束 (shiroshōzoku?) ou 死に装束 (shinishōzoku?) ;
- long cheveux noirs non peignés ;
- maquillage facial composé d'un fond blanc (oshiroi) associé à des peintures du visage (kumadori) d'ombres bleues (藍隈, aiguma?), un peu comme sont représentés les bandits dans l'art du maquillage kabuki[9],[10] en plus d'ombres brunes (代赭隈, taishaguma?) et bleues ou d'un kumadori noir (日本博学倶楽部 2005, p. 57).

## Source de la traduction
- (en) Cet article est partiellement ou en totalité issu de l’article de Wikipédia en anglais intitulé « Onryō » (voir la liste des auteurs).